# Saab 37 Viggen
Il Saab 37 Viggen (in italiano "Folgore"), noto anche come JA 37, è stato l'aereo da caccia standard dell'aeronautica militare svedese per diversi anni, poi sostituito dal Saab JAS 39 Gripen.

## Sviluppo

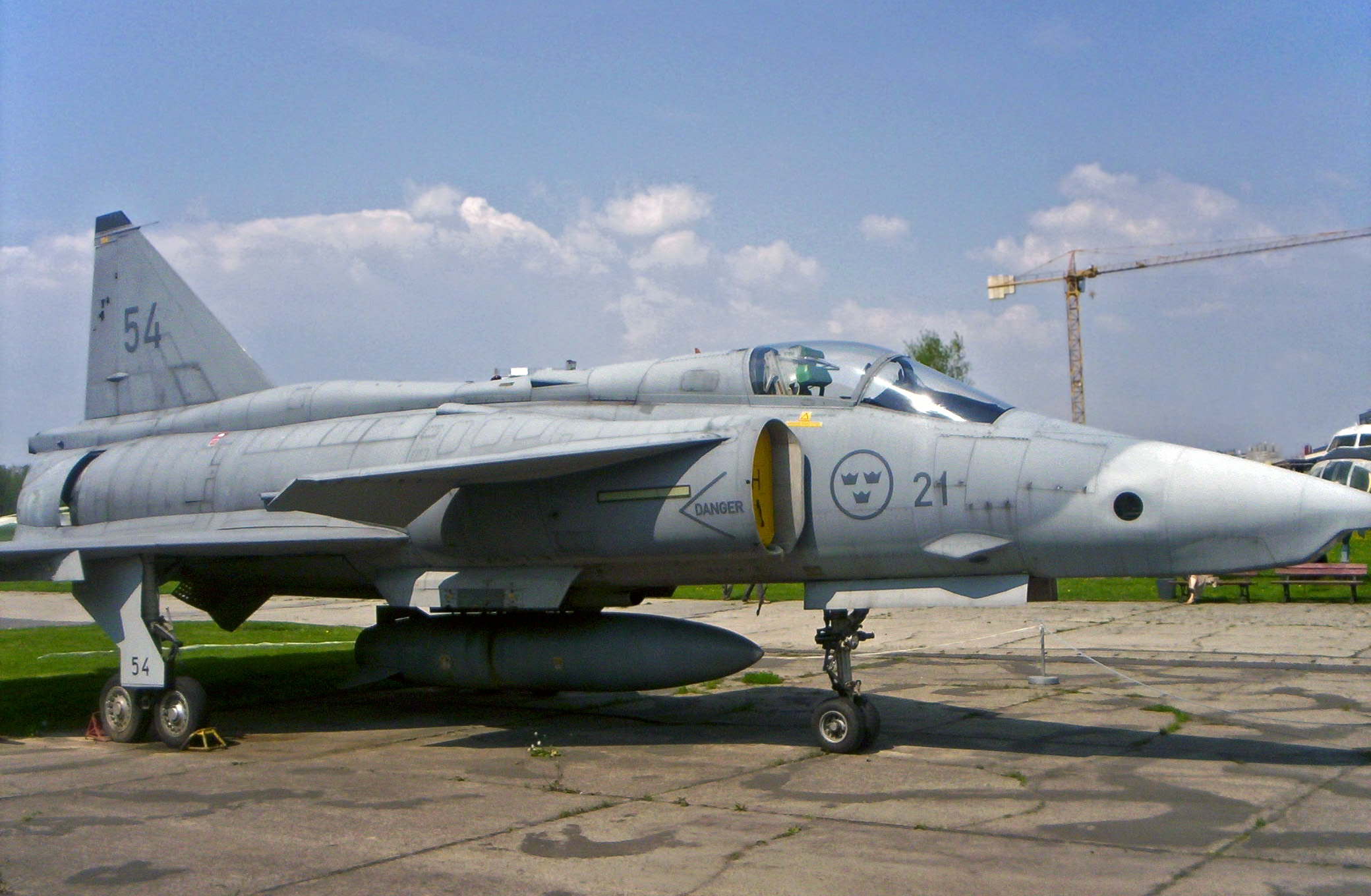
Saab 37 Viggen da ricognizione svedese

Il rapido progresso delle tecnologie aeronautiche negli anni successivi alla fine della II guerra mondiale rendeva necessario pensare al sostituto di un aereo prima ancora che esso entrasse in servizio. Questo valse anche per la Svezia, che cominciò a pensare al sostituto dei J 32 e J 35 a partire dal 1952, addirittura prima che tali caccia entrassero in servizio.
Il nuovo aereo avrebbe dovuto sapersi integrare fin dall'inizio con il sistema di difesa STRIL 60, e possibilmente poter ricoprire al meglio ogni compito tattico senza grandi variazioni del progetto basico. Il progetto partì effettivamente nel 1961, con il decollo del primo prototipo, dopo lunghe ricerche sulla migliore formula aerodinamica, nel febbraio 1967. 
Il progetto del Viggen, rispetto alla norma dei caccia scandinavi, divenne assai grande e pesante, a causa del tipo di motore scelto, l'unico che poteva assicurare potenza sufficiente per assicurare il soddisfacimento delle complesse specifiche richieste dalla Flygvapnet.

Le incertezze sui costi che tale programma avrebbe potuto avere per il paese scandinavo portarono rallentamenti e addirittura sospensioni nel programma di sviluppo, ma nel 1968 un ordine per 100 macchine venne infine emesso. I programmi prevedevano ad un certo punto la produzione di parecchie centinaia di esemplari, ma la realtà vide il dimezzamento di tali esigenze. Nel frattempo, venne studiato un modello di seconda generazione, specializzato nella caccia, che decollò come prototipo nel 1975 per entrare in servizio nel 1979.

## Tecnica

### Struttura
Il Viggen standard di prima generazione è l'AJ 37, cacciabombardiere con principale impiego aria-superficie. Si tratta di una macchina particolarmente grande e imponente per essere un monomotore.
Il velivolo ha configurazione delta-canard, che rappresentò la prima importante realizzazione del genere tra quelle operative a livello mondiale. Certamente i tentativi non erano mancati fino a quel momento, ma solo con quest'aereo tale soluzione ha finalmente raggiunto una piena fattibilità. Anche così, il motivo per tale configurazione va ricercato nella sua capacità di decollare da spazi ridotti piuttosto che per la maneggevolezza, dato che il sistema dei comandi di volo convenzionale e la mancanza di stabilità artificiale non consentivano di trarre il massimo vantaggio delle alette canard come avviene per i caccia iper manovrabili della generazione attuale. L'ala principale è una delta bi-longherone in lega leggera ed ha un angolo nel bordo d'entrata composito, mediamente di 60 gradi, oltre ad avere un ridotto spessore. L'angolo di entrata, composito, è di 44 gradi nell'ala interna, 58 e 63 gradi verso l'esterno, con l'interruzione del bordo d'attacco con un 'dente di sega' che serve per ragioni di generazione vortici, ma anche come antenna ECM. Le superfici di controllo non comprendono slats, ma solo elevoni, in quattro sezioni, fungenti anche da ipersostentatori. Le alette canard hanno una freccia sul bordo d'attacco pari a 60 gradi e incidenza di 4 gradi. Non hanno superfici totalmente mobili ma solo le parti posteriori, e sono sistemate dietro l'abitacolo, sulle prese d'aria in posizione alta. Esse hanno prevalentemente funzione di agevolare i decolli corti, ma in effetti aiutano anche la maneggevolezza ritardando lo stallo con il concetto della portanza vorticosa. La loro parte posteriore è praticamente al di sopra dell'estremità di entrata delle ali principali. La soluzione con alette mobili sarebbe stata ideale, ma non vi era nessun modo, senza i sistemi computerizzati moderni di controllo, di assicurare il controllo di una macchina con una tale configurazione.
Parlando delle alternative possibili e considerate, anche le ali a delta erano certamente ideali (se di ridotta superficie come sul Dassault Mirage III) per il volo stabile a bassa quota, ma non erano indicate per le operazioni da aeroporti di ridotta lunghezza, uno dei requisiti più importanti per il nuovo aeroplano svedese. L'ala a geometria variabile era idonea per la maggior parte delle esigenze, ma era troppo costosa e pesante per le possibilità svedesi, nonostante che essa abbia dimostrato la sua applicabilità anche su monomotori di costruzione sovietici. Il progetto finale prevedeva dunque un'evoluzione del precedente "doppio delta" del Draken, con la creazione non di estensioni ma di vere e proprie alette canard, sistemate a metà altezza della fusoliera, mentre l'ala era in posizione bassa.
La coda è alta e squadrata, con un angolo di 45 gradi nel bordo d'entrata. Tutta la struttura è progettata in funzione del concetto di "portanza vorticosa", garantito anche dalla presenza dei "denti di cane" sul bordo d'attacco che migliorano la stabilità della macchina. I vortici generati dalla presenza delle alette canard assicurano la controllabilità negli assetti ad alto angolo d'attacco che vengono raggiunti in condizioni di volo particolari, come le manovre strette e i decolli corti. Inoltre l'angolo d'attacco raggiungibile in questa configurazione (fino a circa 30 gradi) aiuta certamente a "stringere" meglio le virate, a non cadere in stallo e a mantenere controllabile l'aereo in situazioni difficili: tutte qualità che rendono il Viggen molto temibile in uno scontro manovrato. Questo perché il senso dei duelli aerei è quello di dirigere rapidamente il proprio muso alle spalle dell'avversario, ed il miglior modo di farlo è quello di assumere degli assetti molto cabrati, sempre che sia possibile controllare l'aereo o evitare lo stallo.
Strutturalmente, le alette canard hanno una pianta a delta, e a differenza di quelle della generazione successiva hanno parti sia fisse che mobili e una grande superficie. Non hanno una velatura totalmente mobile perché senza sistemi fly-by-wire di pilotaggio computerizzato non ci sarebbe stato modo di realizzare un sistema di comandi capace di controllare la macchina.
I controlli di volo hanno comandi di volo meccanici assistiti da un doppio circuito idraulico, mentre i due ampi elevoni per ala consentono il controllo in rollio e beccheggio dell'aereo. I flap delle alette canard possono raggiungere i 40° al decollo e all'atterraggio. Esistono infine aerofreni nella parte posteriore della fusoliera.
La fusoliera è metallica monoscocca, con strutture a "nido d'ape" e piastre incollate per ridurre il peso. Pochi i compositi in fibra di carbonio, nondimeno si tratta di una "prima" di assoluto rilievo. Essa ha una struttura progettata secondo la regola delle aree per ridurre la resistenza a velocità transoniche, ma la struttura canard e la tozza fusoliera aumentano la stessa in regime supersonico, controbilanciandone così l'effetto sopra Mach 1,4.
Il carrello d'atterraggio, infine, ha una straordinaria robustezza, tipica degli aerei imbarcati ed ha doppie ruote in tutti gli elementi, parallele per il ruotino, in tandem per gli altri elementi.

### Motore
Se nell'insieme si può dire che l'aeroplano Saab è per molti aspetti l'equivalente del progetto europeo per un aereo moderno e multiruolo che si è concretizzato nel Panavia Tornado, avendo entrambi sia capacità tecnicamente adeguate per ogni ruolo (in versioni specifiche) che un motore ad alto rapporto di diluizione, la scelta nella progettazione dei propulsori è quantomai diversa: il motore del Viggen da solo è più grande degli ultracompatti due trialbero RB-199 del Tornado. La scelta di un apparato propulsivo è quantomai significativa per la progettazione di un aereo e le prestazioni di cui esso, poi può risultare capace. A maggior ragione lo è con macchine talmente piccole e compatte come i caccia ad alte prestazioni, che hanno una struttura estremamente 'piena' in termini di motori, armi, carburante. I turbogetti (come il J79 o anche i tipi sovietici, essendo nominalmente la Svezia una nazione neutrale) non sono stati presi in considerazione per motivi politici o per mancanza di potenza, mentre altri motori come gli Spey o i TF-30 non hanno avuto scelta positiva. Il motore inglese poteva essere danneggiato dal calore sviluppato dalle prese d'aria, scelte fisse (che ad alta velocità generano molto surriscaldamento) andando oltre la temperatura ottimale di funzionamento mentre il TF-30 aveva ancora molti problemi di sviluppo e rimase esclusiva dei Tomcat, almeno tra i caccia (anche l'F-111 ne era dotato). Così la scelta finale ricadde sulla trasformazione di un jet civile, una soluzione che non ha precedenti nella storia dei caccia supersonici.

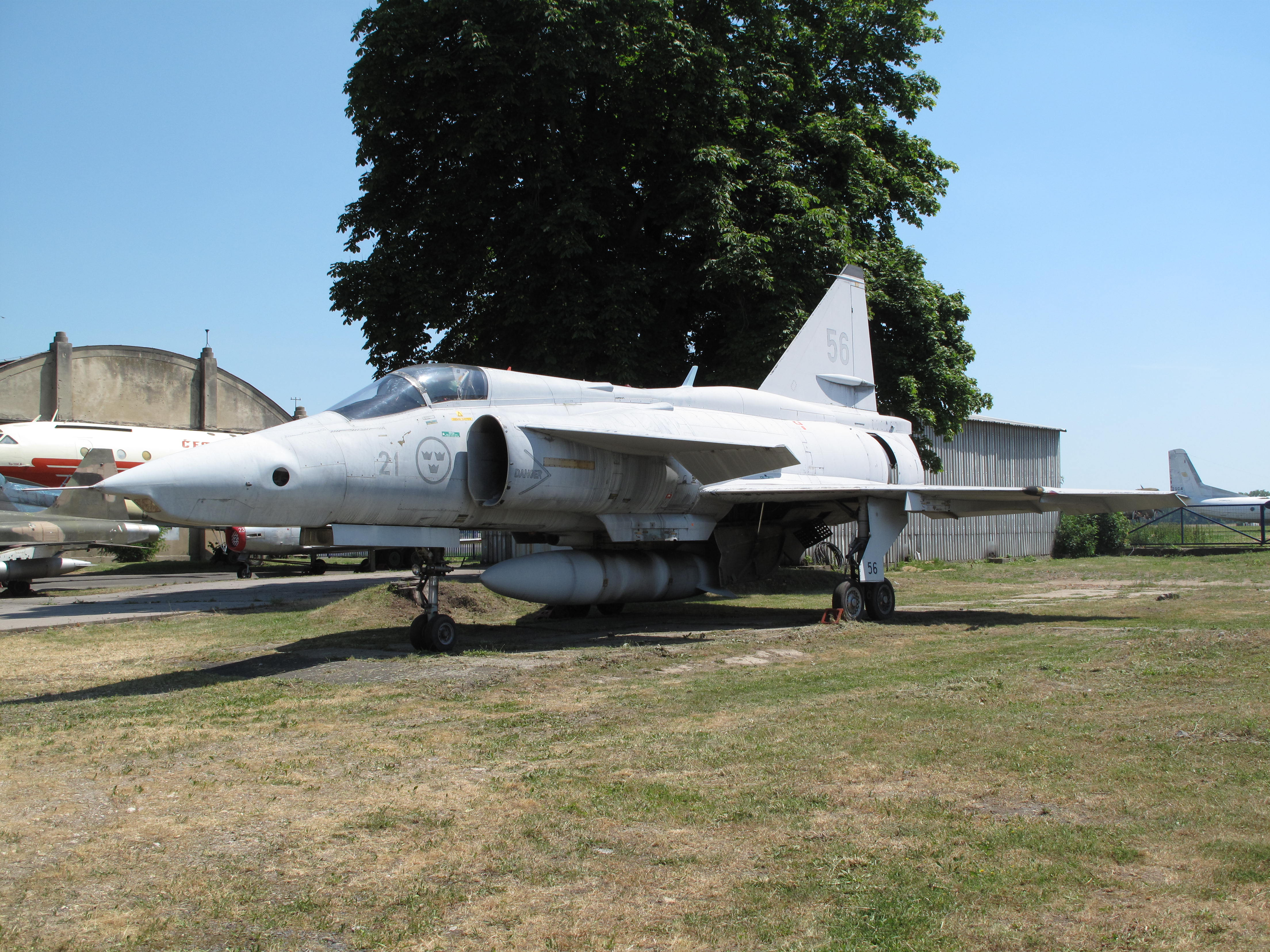
Saab 37 Viggen, Letecké muzeum Kbely

Il modello adottato è il Volvo RM8, sistema propulsivo potente che deriva da un modello per il trasporto civile, il Pratt & Whitney JT8D di progettazione statunitense. Grazie all'aggiunta di un postbruciatore e all'inversore di spinta, costituito da tre "petali" capaci, deflettendo i gas di scarico, di fornire una spinta all'indietro massima di ben 3.600 chili, il motore ha una capacità di frenata e addirittura di retromarcia (persino in salita) che contribuisce molto a rendere il Viggen un'efficace macchina STOL (decollo ed atterraggio corti), con distanze di decollo e atterraggio di circa 500 metri. Il caccia, come già detto, grazie all'inversore di spinta era capace di effettuare sulla pista anche la retromarcia.
Le dimensioni del motore sono di ben 6,1 × 1,35 metri, il peso di circa 2.000 kg. Il rapporto di diluizione (che dà la misura della quantità d'aria che passa dentro la turbina del motore rispetto alla parte "fredda" che gli scorre a lato e si ricongiunge nell'ugello di scarico) è di ben 1,07 ed il consumo ne è influenzato: solo 17,6 g/Ns (peso combustibile per spinta generata in grammi/newton per secondo) in combustione normale, ma ben 70 con postbruciatore. Se si usa a pieno il postbruciatore il caccia consuma tutto il cherosene in circa 7 minuti. Per giunta esiste solo un serbatoio esterno e non è disponibile una sonda per il rifornimento in volo. Questo dà l'idea di quanto un caccia con turboventola ad alto rapporto di diluizione possa variare drammaticamente i suoi consumi a seconda del regime del motore, che contando la differenza sia di spinta che di consumi specifici viene ad essere anche 10 volte maggiore (ipotizzando che la velocità di crociera sia 900 km/h e quella massima 1100 senza A/B, la spinta richiesta ammonta a circa 2 terzi di quella massima, pertanto per avere la differenza di consumi è necessario moltiplicare x1,5 (max. spinta senza A/B),x1,6 (Potenza con A/B)x4 (differenza consumo specifico). In tal modo una missione di un paio di ore si riduce ad una manciata di minuti, specie a bassa quota dove il consumo è maggiore.
Le prese d'aria sono con sezione a "D" molto semplici, fisse e con un pannello di separazione dello strato limite, mentre il carburante interno, per il quale non resta molto spazio, arriva a circa 5.000 litri, ripartiti in serbatoi interni alla fusoliera ed in una grande struttura integrata nelle ali.
Il modello da caccia JA 37 ha un motore diverso, l'RM-8B: esso pesa di più, ma ha un rapporto di diluizione di 0,97, un consumo leggermente migliore nelle condizioni tipiche di uso su caccia e una potenza ulteriormente incrementata a 12.750 chili. La configurazione del motore, soprattutto il suo diametro, condiziona ovviamente molto la struttura della fusoliera, larga e tozza, come nel caso del Tunnan e differentemente dal Draken, equipaggiato di un turbogetto molto più leggero e compatto. Da notare che il definitivo caccia scandinavo, il Gripen, torna alla struttura "snella" del Draken grazie alla disponibilità di un motore compatto, l'F404.
Per provare ad analizzare la differenza tra i caccia e la correlazione dimensionale tra i rispettivi motori, ecco alcuni dati in merito (Fonti: RID N 8/94 (articolo dell'ing. S.Coniglio), RID 6/93, RID 5/93, RID 10/96 (Andrea Nativi) e Aeronautica&Difesa 8/89 (Nico Sgarlato).
Aerei Saab: (1) J-35, (2) J-37, (3) JAS-39
- Apertura alare: (1)9,4,(2)10,6, (3)8,4
- Superficie alare: (1)49,2, (2)52,2 (incl. canards),(3)28
- Lung: (1)15,35, (2)16,3, (3)14,1
- Alt: (1)3,89, (2)5,8, (3)4,5
- Pesi: (1)7.425/12.065, (2)12.000/20.000, (2)5,600/12.500

Motori dei caccia svedesi:
- RM-6C (J 35): Non noto, si tratta di un derivato dell'Avon 200 da circa 8 tonnellate di spinta, mentre uno degli aerei che lo ospitava era l'Hunter, pesante 6500/11200 kg, lungo 13 m con apertura alare di 11
- RM-8A (AJ 37)[3]: 1350x6153 mm (=circa 7,570 l. volume), rapporto bypass 1.07, spinta 11.800kgs, peso 2100 kg SFC. 17,6–70 mg/Ns
- RM-8B (JA 37)[3]: come RM-8A eccetto SFC 18,1-71,4 mg/Ns, rapporto bypass 0,97, 2220 kg, 12.700kgs.
- RM-12 (JAS 39)[5]: 880x4030 mm (=circa 2.457 l. volume), 1050 kg, bypass 0.28, SFC? spinta: 5.200/8.300 kg/s.

Alcuni motori di categoria (intesa come potenza, non come struttura) simili all'RM8:
- AL-21F-3)[6]: 885x5160 mm (circa 3,100 l.), 2.005 kg, 11.100kgs, SFC 21-52,5 Mg/Ns (che però è un turbojet)
- PW F100 GE -229)[7]: 1180x4626, 75,7/129 kN, 1.700 kg. Volume approx: 5.076 l.
- GE F110-129[7]: 1181x5280, 79,2/129,4 kN, 1.669 kg SFC 9,74/2,05 kg/h/Kgs. Volume: 5.780 l.

La relazione tra le dimensioni di un motore e la macchina destinata a trasportarlo nella fusoliera ovviamente esiste, e avendo uno dei più grossi motori per caccia mai costruiti il Viggen ha finito per assumere una massa veramente notevole, che il successivo Gripen ha più che dimezzato, grazie anche al motore compatto adottato. Possibilmente, la disponibilità di un motore più compatto o la riduzione di certi requisiti avrebbe ridotto notevolmente la taglia della fusoliera e la sagoma complessiva, poiché lo sviluppo di una macchina più pesante è generalmente anche più costoso, e tra l'altro, forse non solo per motivi politici (pare che l'India fosse interessata alla macchina ma arrivò il veto USA sul motore, in quanto all'epoca tale Paese aveva appena sviluppato un programma nucleare), il Viggen è rimasto l'unico tra i caccia scandinavi di un certo rilievo a non essere mai esportato.
Il Viggen ha un peso a vuoto e al decollo quasi doppio di entrambi gli altri caccia bisonici svedesi, mentre l'RM8 avendo un volume approssimativo di quasi 8.000 litri supera di tre volte quello dell'RM12 del Gripen, oltre che essere superiore di 2 volte quanto a peso complessivo. Un set di 2 RB8 supera un analogo di F110 con 600 kg e 5 metri cubi in più. L'AL-21F-3, turbogetto puro, ha una spinta quasi uguale ma il volume è meno della metà. La massa e il volume sono superiori anche al sistema motore del Tornado (2 RB 199 con dimensioni di appena 900x 3300 mm e peso di 981 kg) e nell'insieme hanno contribuito ad incrementare in maniera decisamente anomala per lo standard delle macchine svedesi la taglia complessiva, tanto che il Viggen è il caccia monomotore di gran lunga più pesante tra quelli europei entrati in servizio. Notevole che la differenza di volume è, tra l'AL-21 e l'RM-8, a quasi tutto lo spazio riservato internamente al carburante.
Per certi versi il Viggen è simile a macchine come il Mirage F.2. Comparandolo all'F.1, i francesi hanno trovato che quest'ultimo, ben più piccolo, era capace di eseguire quasi tutte le missioni dell'altro, e così ha avuto la meglio. La combinazione tra una cellula piccola e un turbogetto anch'esso piccolo e sebbene poco potente, anche piuttosto parco nei consumi (max. 260 kg/min) ha permesso al Mirage F.1 di ospitare abbastanza carburante e compiere quasi tutte le stesse missioni del Viggen, nonostante il motore del Mirage sia inferiore anche all'Avon e al J 79. Di fatto l'autonomia, specialmente in valori supersonici, e la velocità massima sono superiori (mach 2,2 ad alta quota e raggio di 1.200 km complessivi).

### Avionica
Il Viggen è stato molto pubblicizzato per avere fin dalla prima versione, l'AJ 37, ben 600 kg di avionica (senza mai citare quanto ammonti in altri aerei). Sebbene questo valore sia uguale a quello del solo radar del Grumman F-14 Tomcat, esso è di tutto rispetto. Di seguito vengono riportati i principali elementi che compongono l'architettura avionica del velivolo Saab.
Per il Modello base AJ 37:
- Il calcolatore centrale, capace di 200.000 operazioni al secondo, è il CK-37 e deriva da quello del Tomcat.
- Esiste un radar da ricerca ed attacco, incluso il targeting per missili antinave, del tipo PS-37 in banda I/J. Ha capacità aria-suolo e più limitatamente, aria-aria.
- Esistono poi un radar altimetro, un radar doppler di navigazione, un RWR SATT, predisposizioni per attrezzature ECM varie come le BOZ-102 (le stesse dei Tornado, altro punto di contatto).

Il caccia JA 37, non a caso chiamato "Jaktviggen" ("Viggen da caccia"), ha invece un nuovo radar, il PS-46, Doppler in banda X, prevalentemente aria-aria, con antenna da 70 cm di diametro e varie funzioni che assicurano nella modalità LS/SD ("look down-shoot down", "vedere e sparare verso il basso"), una portata contro bersagli a bassa quota di oltre 50 km. Esso è interfacciato con uno schermo multifunzione (dei tre presenti sul cruscotto del pilota) e l'HUD. Esistono infine vari sistemi di navigazione, radioassistenza e datalink, oltre all'RWR e radio-altimetro.
I ricognitori navali e terrestri SH/SF 37 hanno varie tipologie di macchine fotografiche, sensori all'infrarosso come il "RED BARON" e sistemi di ricognizione elettronica passiva (ELINT).

#### Elenco dei sistemi elettronici installati
- calcolatore centrale: CK-37, (JA 37) SKC-2037 (cinque volte più veloce del precedente)
- radar principali: PS-37, PS-46
- radar altimetro: produzione Honeywell
- radar navigazione: Decca Doppler type 72
- calcolatore dati aria: produzione Garret LD-5
- sistema radionavigazione: TILS
- sistema navigazione inerziale: Singer KT-70L (un miglio di errore per ora di volo)
- Ricognizione: camera VKA 702, pod RED BARON con tre camere IR
- RWR: SATT

### Armamento
Un altro effetto negativo dell'adozione del motore RM-8 è la mancanza di spazio per un cannone interno nel modello basico AJ 37, mentre al contrario la ristrutturazione del progetto ha dato origine nel JA 37 a uno degli armamenti cannonieri più impressionanti che si possa trovare in un caccia, un Oerlikon KBA da 30 mm con 150 colpi. Esso spara al ritmo di 1350 colpi al minuto proiettili da 360 grammi ad oltre 1.050 metri al secondo. Un cannone del genere non solo ha un proiettile più potente di un DEFA 550 o di un ADEN pari calibro, ma ha un'energia cinetica a 1.500 metri paragonabile a quella di tali cannoni misurata alla bocca. La portata effettiva, grazie al puntamento radar, è di circa 2.000 metri, contro un valore normale di circa 500 per armi come i DEFA.
Oltre a questo, il JA 37 ha due missili Skyflash, versione inglese (migliorata nell'elettronica) degli AIM-7 Sparrow, e un massimo di quattro AIM-9 Sidewinder. I carichi tipici per l'attacco al suolo sono costituiti da razziere con cinque armi calibro 135 mm e bombe a frammentazione da 120 kg. I modelli d'attacco specializzati hanno anche missili AGM-65 Maverick e RB-04/05/15 antinave.
Sono disponibili quattro punti d'aggancio sotto le ali e tre sotto la fusoliera, uno dei quali per un serbatoio, mentre 2 degli alari sono adattati agli Skyflash oppure a missili aria-superficie.
In base al tipo di missione, l'armamento tipico potrebbe essere:
- Superiorità aerea: 2-4 AIM-9, 2 Skyflash
- Attacco al suolo: 2-4x5 razzi calibro 135 mm (3 testate diverse, inclusa una anticarro e una perforante-dirompente)
- Attacco al suolo: 12-16 bombe da 120 kg Virgo, oppure 4-6 bombe da 227–454 kg.
- Attacco antinave: 2 missili RB-04/05/15

### Prestazioni
La validità del Viggen in ogni ambito della guerra aerea moderna è ben nota ed apprezzata, e l'unico limite è quello di non avere la sonda per il rifornimento in volo. Anche così può eseguire azioni di attacco a bassa quota ognitempo fino ad oltre 500 km, ed in quota riesce a raggiungere obiettivi a 1.000 km. La corsa di decollo è di circa 400 metri, mentre l'atterraggio può avvenire in 1.000, oppure in 500 se viene impiegato l'inversore. La salita a 10.000 metri richiede meno di 1 minuto e 40 secondi per l'AJ 37, meno di 90 secondi per il JA 37.
I tempi di riarmo/rifornimento sono inferiori a 10 minuti, abbastanza per rendere di nuovo operativo l'aereo sfruttandone tutte le possibilità. L'agilità è molto elevata, ed è superata solo da quella delle macchine di ultima generazione. Il cacciabombardiere può essere servito anche da personale di leva (nei reparti logistici di terra) e la manutenzione è ridotta per un velivolo tanto pesante e complesso.

## Versioni
- AJ 37: 108 macchine prodotte, modello basico per l'attacco al suolo ed antinave.
- SH 37: ricognitore marittimo, quasi uguale al precedente.
- SF 37: ricognitore terrestre, senza radar ma con un set di macchine fotografiche. 26 prodotti, come i precedenti.
- SK 37: modello biposto, 18 esemplari prodotti, uno ogni 10 prodotti della prima generazione di Viggen.
- JA 37: versione da caccia, 149 esemplari prodotti tra la fine degli anni settanta e la metà del decennio successivo.

## Operatività
L'AJ-37 Viggen che ha sostituito il Lansen nei ruoli d'attacco, per poi integrare sia i Lansen che i Draken da ricognizione, non era un velivolo adatto all'intercettazione, non era equipaggiato come macchina ognitempo ed aveva un radar non specifico per il ruolo dell'intercettazione, così come non era pienamente idoneo il motore impiegato.
Così venne ideato ben presto il JA 37, strutturalmente rinforzato, dotato di un motore RM8B meglio adattato al compito della caccia, e di un sistema elettronico e d'arma totalmente rinnovato basato su di un cannone da 30 mm, un radar ad impulso doppler (pulse-doppler) Erikkson, missili Skyflash (originariamente furono presi in considerazione anche gli Aspide italiani, anch'essi con testata di guida monoimpulso (monopulse) ma con un motore più potente). Così tre stormi hanno raggiunto l'operatività nel ruolo della caccia (e limitatamente ad armi non guidate, aria-suolo) sostituendo i Draken come principali caccia da difesa aerea/caccia multiruolo. Il predecessore è rimasto comunque lungamente al suo fianco, via via ammodernato allo standard F.
Anche il Viggen originario è stato aggiornato in ogni aspetto, come è facile aspettarsi per un velivolo tanto importante: le macchine d'attacco hanno subìto fino al 1979 ben 21 perdite per cedimenti nel motore e nei longheroni alari, nonostante il caccia sia stato collaudato anche per 12 G, ma nuove parti di ricambio hanno risolto poi il problema.
L'elettronica è stata aggiornata, come anche i sistemi d'arma, (passaggio dai Sidewinder J agli L, introduzione delle spezzoniere plananti), ma anche la mimetica dei caccia JA 37 è cambiata passando dal bianco neve al grigio a bassa visibilità (quella del Viggen di prima generazione è costituita da 'foglie' nere, verdi, marroni, molto efficaci nell'ambiente svedese). All'inizio degli anni '90 gli AJ 37 sono stati praticamente ricostruiti con elettronica digitale.
In sostanza, l'aereo si è dimostrato una delle migliori espressioni del concetto europeo di aeroplani multiruolo, anche se sviluppati in modelli specifici. Rispetto al Tornado, ha prestazioni meno accentuate nel ruolo del bombardamento ognitempo, ma è molto più flessibile come macchina multiruolo e il modello JA 37, equivalente al Tornado ADV, è più un velivolo da caccia e superiorità aerea che un'"incrociatore lanciamissili" come l'aereo Panavia. Entrambi hanno lo stesso tipo di armi principali, ma il "Jaktviggen" ha raggiunto almeno 10 anni prima dell'ADV l'operatività, riuscendo pertanto a partecipare all'ultimo decennio della Guerra Fredda.
Attualmente i Viggen sono stati sostituiti dai Gripen nelle unità di prima linea della Flygvapnet. Nonostante le molte buone qualità nessun esemplare è stato mai esportato, nemmeno in Austria che precedentemente aveva acquistato diversi esemplari del Draken.

## Utilizzatori
Svezia
- Svenska Flygvapnet